# Brandrode

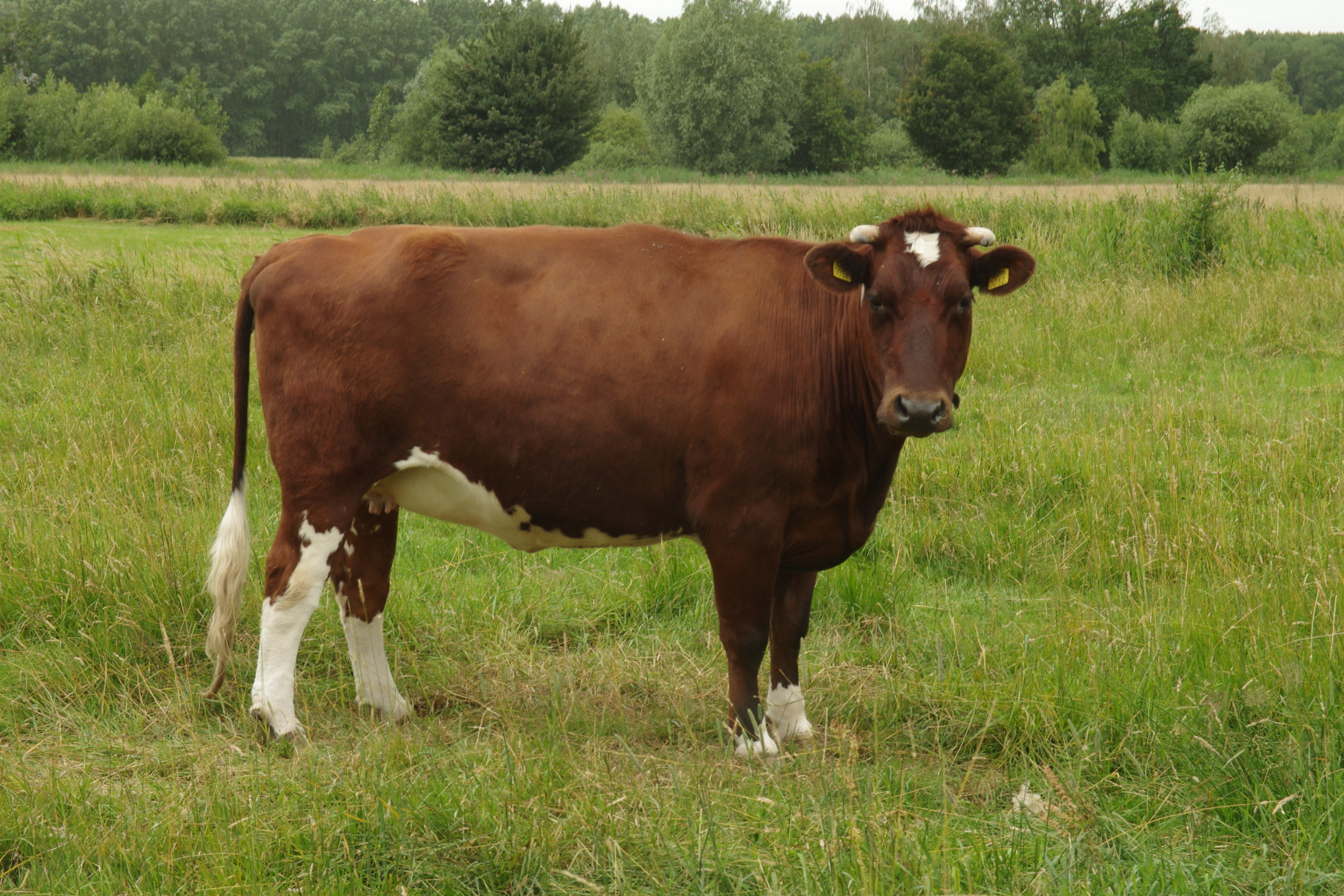
Brandrode koe

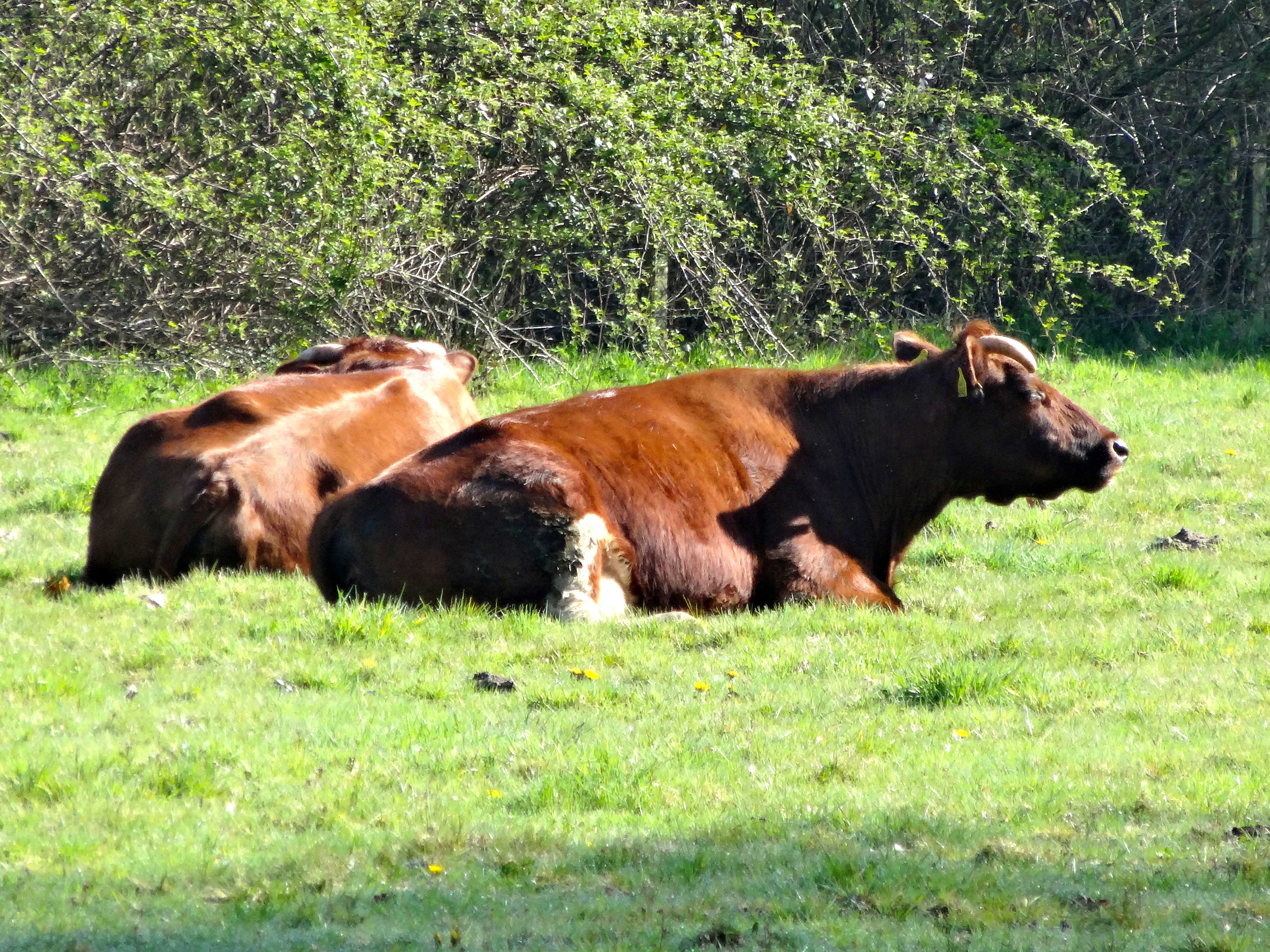
Brandrode runderen op het landgoed Leusveld

Brandrode is een rundveeras.

## Gebruik
Het Brandrode rund is een dubbeldoelras waarbij de nadruk meer op vlees dan op melk wordt gelegd. Echter de melk is zeer geschikt om kaas van te maken. Veel Brandroden worden gehouden als zoogkoe. Na de geboorte van het kalf, hetgeen in de meeste gevallen zonder hulp geboren wordt, blijven moeder en kalf bij elkaar. Brandrode runderen zijn rustige robuuste dieren en daarom zeer geschikt om het hele jaar in natuurgebieden te houden. 
De melkproductie bedraagt gemiddeld per lactatie 5100 kg melk met 4,11 % vet en 3,43 % eiwit.

## Uiterlijk
Brandroden hebben een donkerrode vacht met poten en kop die bijna naar zwartrood neigen. De buik, staartpluim en sokken moet wit zijn en ze moeten een witte kol voor op de kop hebben. De neusspiegel is blauwzwart en de dieren zijn gehoornd. Andere kenmerken zijn de blauwe tong, neus en oogranden.
De kruishoogte is tussen de 125 en 135 cm en het gewicht is gemiddeld 600 kg.

## Achtergrond
Het Brandrode rund was van oorsprong een variëteit van het Maas-Rijn-IJsselvee (MRIJ). Toen de MRIJ steeds meer wit en dus minder rode vlekken kreeg waren er een aantal fokkers die zich toelegde op het fokken van Brandroden wat in 2001 resulteerde in de oprichting van een apart stamboek.

## Zeldzaamheid
In 2020 waren er 1121 volwassen vrouwelijke dieren (≥ 2 jaar). De inteelttoename per generatie is 0,25 – 0,50%.
Volgens de normen van de FAO is het ras bedreigd, maar wel stijgend.